# Selmín Granero
Selmín Granero es un sitio arqueológico del Perú. Fue declarado Patrimonio Cultural de la Nación por Resolución Directoral N.º 533/INC del 18 de junio de 2002.

## Ubicación
Ubicado en las alturas de la localidad del poblado de San Pedro de Pariarca del distrito de Tantamayo en la provincia de Huamalíes del departamento de Huánuco a una altitud de 3904 m s. n. m., en el margen noreste del río Tantamayo.

## Descripción
Consta de un aldea en cuyo seno se encuentra vestigios de templos, fortalezas, plazas y cementerios. Al costado de la aldea homónima se encuentra una fila de 20 estructuras cuadrangulares iniciando en curva y continuando en un alineamiento de forma horizontal de oeste a este. Cada estructura consta de una puerta trapezoidal de 70 cm de alto por 40 cm en la parte superior y 50 cm en la parte inferior, en el interior de algunas de las estructuras se observan pequeñas hornacinas, la distancia entre uno y otro granero es de 2 m y las dimensiones cada una de estos es de 4 m de ancho por 4 m de largo y 2 m de altura. Visto en conjunto desde una distancia adecuada, se observan como si fueran vagones de un tren.

## Acceso
Para ello se debe llegar hacia la capital distrital Tantamayo, ya sea desde la ciudad de Llata o la ciudad de Huánuco. Luego mediante caminata o a lomo de caballo se enrumba hacia el C.P. San Pedro de Pariarca.

## Galería
- Wikimedia Commons alberga una categoría multimedia sobre Selmín Granero.